# Villaverde de Sandoval
Villaverde de Sandoval est une localité du municipio (municipalité ou canton) de Mansilla Mayor, dans la comarque de Tierra de León, province de León, communauté autonome de Castille-et-León, dans le Nord de l'Espagne.
C'est une halte, sur une variante sud, pour le Camino francés du Pèlerinage de Saint-Jacques-de-Compostelle.

## Culture et patrimoine

### Pèlerinage de Compostelle
Sur une variante sud du Camino francés du Pèlerinage de Saint-Jacques-de-Compostelle, on vient de Mansilla Mayor dans le municipio du même nom.
La prochaine halte, sur cette variante sud, est la localité de Nogales, dans le même municipio de Mansilla Mayor.

### Monuments religieux
Monastère cistercien

## Sources et références
- (es) Cet article est partiellement ou en totalité issu de l’article de Wikipédia en espagnol intitulé « Mansilla Mayor » (voir la liste des auteurs).
- Grégoire, J.-Y. & Laborde-Balen, L. , « Le Chemin de Saint-Jacques en Espagne - De Saint-Jean-Pied-de-Port à Compostelle - Guide pratique du pèlerin », Rando Éditions, mars 2006,  (ISBN 2-84182-224-9)
- « Camino de Santiago St-Jean-Pied-de-Port - Santiago de Compostela », Michelin et Cie, Manufacture Française des Pneumatiques Michelin, Paris, 2009,  (ISBN 978-2-06-714805-5)
- « Le Chemin de Saint-Jacques Carte Routière », Junta de Castilla y León, Editorial